# Plus longues pistes d'aéroport du monde
La liste suivante énumère les 10 aéroport ayant les pistes les plus longues du monde.

## Classement
| Rang | Ville          | Aéroport                                   | IATA | ICAO | Pays                             | Longueur |
| ---- | -------------- | ------------------------------------------ | ---- | ---- | -------------------------------- | -------- |
| 1    | Shigatsé       | Aéroport de Shigatsé-Heping                | RKZ  | ZURK | Chine                            | 5 000 m  |
| 2    | Oulianovsk     | Aéroport d'Ulyanovsk Vostochny             | ULY  | UWLW | Russie                           | 5 000 m  |
| 3    | Gavião Peixoto | Aéroport de Embraer Unidade Gavião Peixoto |      | SBGP | Brésil                           | 4 967 m  |
| 4    | Upington       | Aéroport d'Upington                        | UTN  | FAUP | Afrique du Sud                   | 4 900 m  |
| 5    | Denver         | Aéroport international de Denver           | DEN  | KDEN | États-Unis                       | 4 877 m  |
| 6    | Doha           | Aéroport international Hamad               | DOH  | OTHH | Qatar                            | 4 850 m  |
| 7    | Golmud         | Aéroport de Golmud                         | GOQ  | ZLGM | Chine                            | 4 800 m  |
| 8    | Harare         | Aéroport international d'Harare            | HRE  | FVRG | Zimbabwe                         | 4 725 m  |
| 9    | Kinshasa       | Aéroport international de Kinshasa-Ndjili  | FIH  | FZAA | République démocratique du Congo | 4 700 m  |
| 10   | Mahikeng       | Aéroport de Mahikeng                       | MBD  | FAMM | Afrique du Sud                   | 4 620 m  |

## Liens connexes
- Liste des aéroports les plus hauts

- Liste des aéroports ayant une particularité remarquable

## Sources
1. ↑  « 10 pistes d'aéroports les plus longues du monde », sur Bigorre.org (consulté le 30 août 2020)